# Centro Cultural Border
El Centro Cultural Border es un espacio cultural en la Colonia Roma de la Ciudad de México en México Fomenta la producción, formación y difusión de arte contemporáneo emergente con un enfoque en las artes visuales, arte multimedia y graffiti. El centro dispone de cafetería, librería, biblioteca y un programa de talleres especializados en el arte urbano. La biblioteca se cuenta con materiales en inglés y español sobre ilustración, graffiti, diseño y arte contemporáneo.

## Origen e historia
El Centro Cultural Border abrió sus puertas en 2007 después de un año de planificación por los fundadores Eugenio Echeverría y Virginie Vincent. La idea para el centro, según una entrevista con Echeverría, surgió en dos reuniones de mezcales en donde los socios, reconociendo el crecimiento de graffiti y arte urbano, buscaban "hacer que lo efímero durara más que un día, documentándolo para dejar constancia de su paso por nuestro tiempo."
Originalmente se ubicó en Orizaba #203.

## Intervenciones, talleres y exposiciones
Además de organizar exposiciones y talleres, el centro promueve intervenciones artísticas enfocadas en el arte urbano y el graffiti. En 2007 el centro coprodujo, junto con el colectivo DSR, "Máscaras," una obra de graffiti montada en el Trolebús que se encuentra en la calle Guadalajara, esquina Veracruz en la Colonia Condesa.
El centro ha expuesto el trabajo de artistas como Zombra, Amor Muñoz, Adriana Riquer, Gabriela Rodríguez, Marco Arce, Luis Hurtado, Andrea M. Medina, Roni Horn, Ciler, Gustavo Abascal, Vena2, Carlos Olvera, José Luís Rojas, Andrea Sicsik, Juan José Rivas, Rafael Uriegas, Helena Fernández- Cavada, Fernando Moreno, Saner, Martín Núñez, Apolo Arauz, Dulce Chacón, Rita Pone de León, Antonio Domínguez, Ferrous, Dhear, José Luís Rojas, Saner, Máximo González, Fernando Pizarro, Tres, Antonio Ibarra, Fabián Peña, Dea Arjona, Orlando Díaz, Iván Abreu, Arcángel Constantini, Yurián Zerón, Juan Pablo Villegas, Santiago Itzcoatl, Martín Núñez, Mora Diez, Saner, Jimena Rincón, Jose Alfredo Jiménez, Leo Marz, Jazael Olguín, Rodrigo Hernández, Georgina Bringas, Ben Denham, Iván Edeza, Francesco Jodice, Carlos Irigoyen, Enrique Jezik, Jorge Ortega del Campo, Antonio Rendón, Gabriel Santamarina, Christian Maciá, Cynthia Gutiérrez, Fernando Palomar, Luis Rodrigo, Javier M Rodríguez, Verónica Flores, Susana Rodríguez, Daniel Monroy, Jimena Rincón Perez-Sandi,  Carlos Aranda, Andrés Jurado, Renato Garza, Omar González, Pablo Helguera, Arturo Hernández, Noé Martínez, Miguel Monroy, Carlos Olvera, Hugo Ramírez aka “Blogke Negro”, Joaquín Segura, Artemio, Amanda García Martín, Florencia Guillen,  Fernando Paloma, Verónica Cardoso, Neuzz.
Se han impartido los talleres “Lo posible en las ideas: asesoría de proyectos” por Iván Abreu, “Curaduría” por Bárbara Perea, “Crítica de arte” por Octavio Avendaño, “Arte y nuevos medios” por Edith Medina, “Processing” por Leonardo Aranda, “DIseño y producción de tatuajes” por Erick Nava,  y “Creación de música electrónica” por Bishop.

## Galería

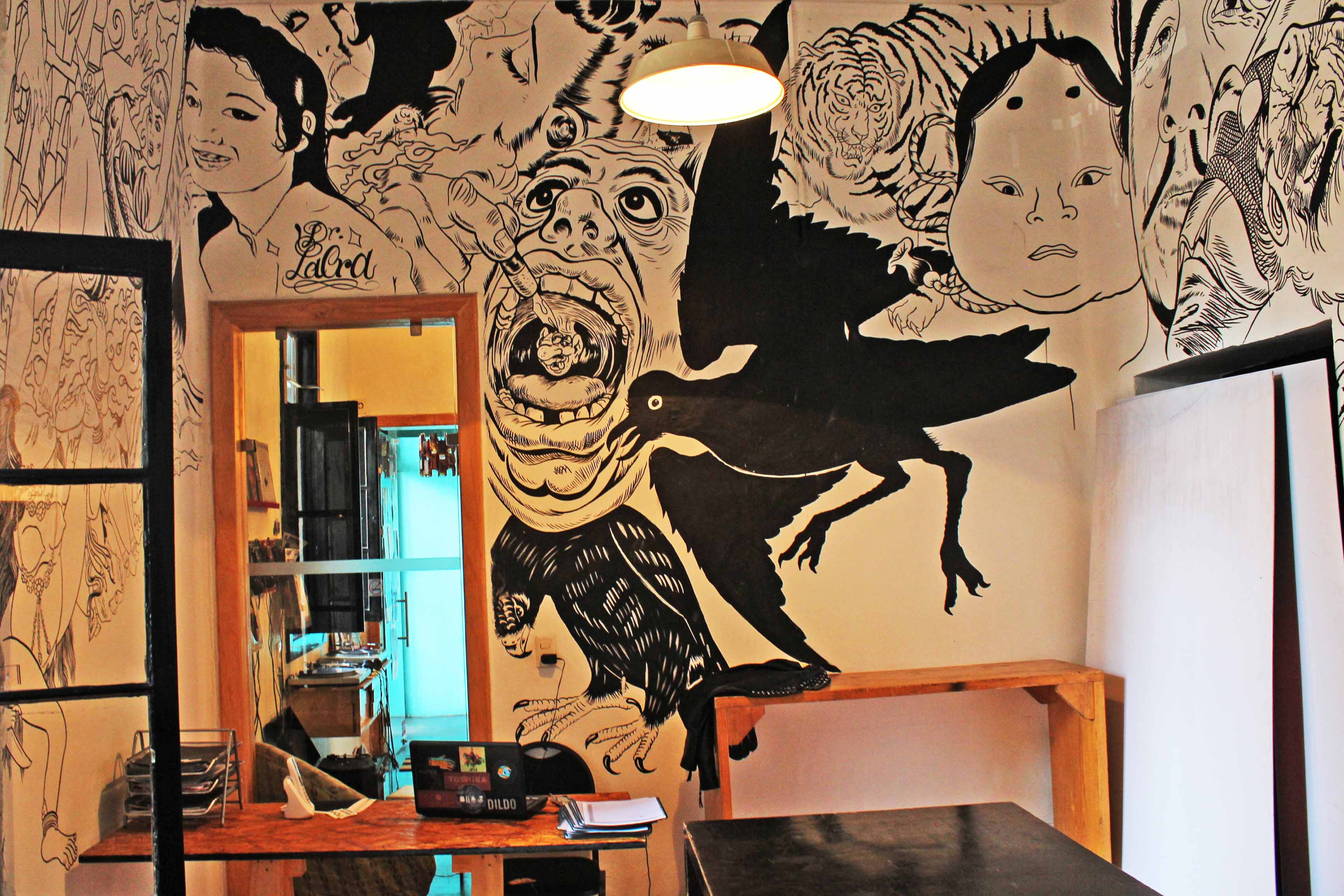
Interior
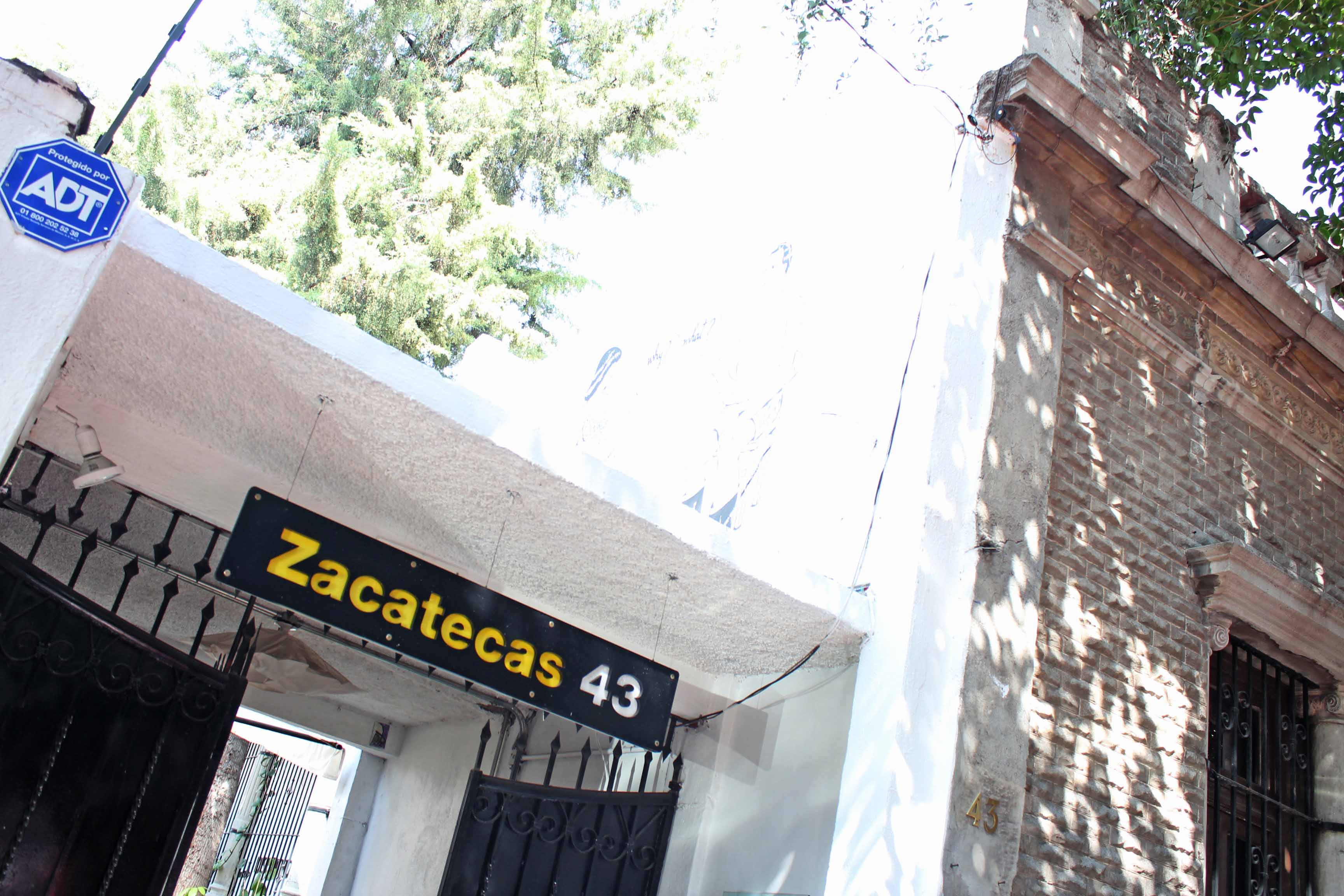
Entrada
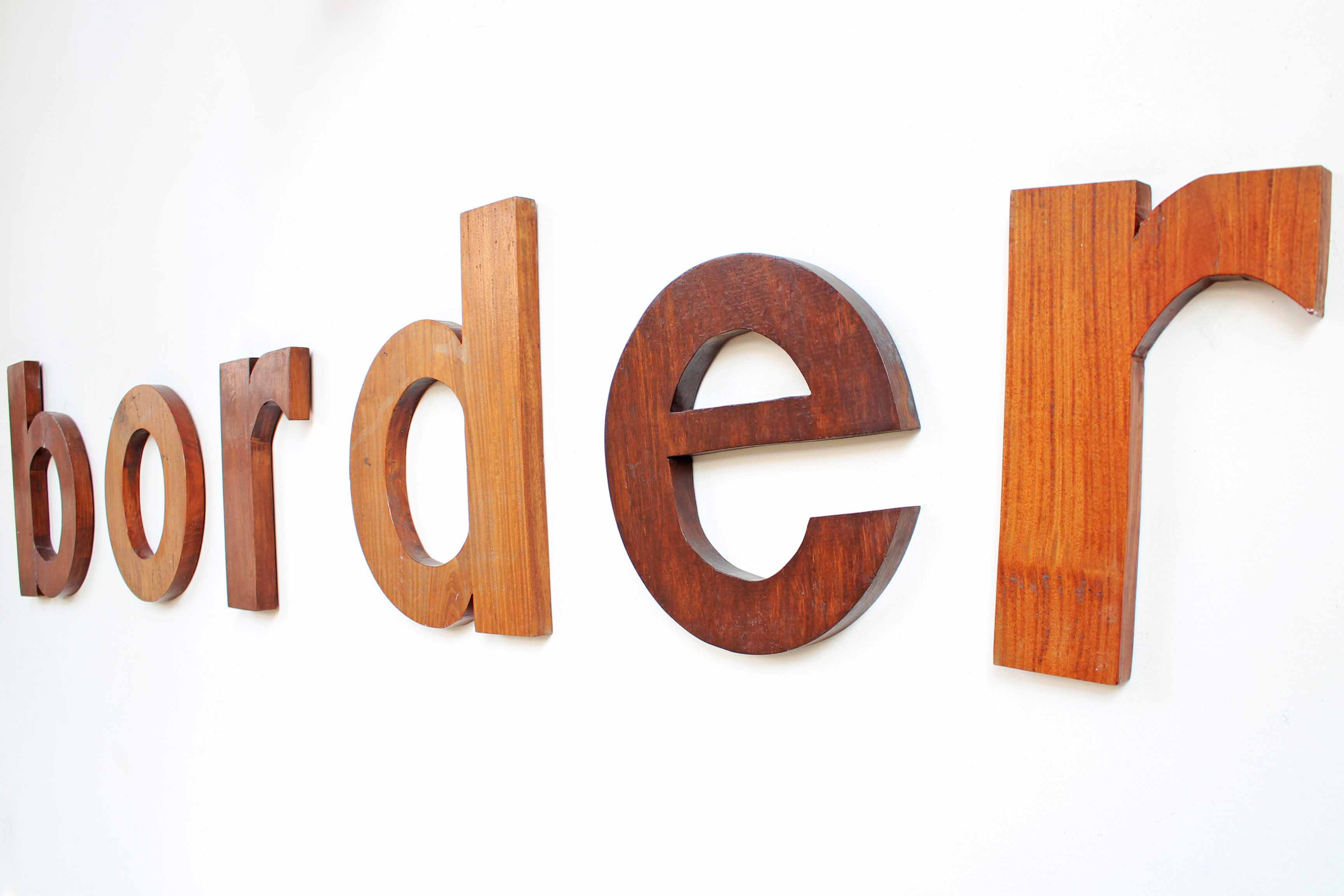
Letrero